# Seán Kenny
Seán Kenny (* 1. Oktober 1942) ist ein irischer Politiker und ehemaliger Abgeordneter im Unterhaus des irischen Parlaments.
Kenny, der seit 1979 für die Irish Labour Party Mitglied im Dubliner Stadtrat (Dublin City Council) ist, hatte 1991 bis 1992 das Amt des Lord Mayor of Dublin inne. Während seiner Amtszeit war Dublin 1991 europäische Kulturhauptstadt.
1992 wurde Kenny in den 27. Dáil Éireann gewählt, nachdem er zuvor mehrmals erfolglos kandidiert war. Seinen Sitz im Dáil Éireann behielt er bis 1997, da es ihm nicht gelang, wiedergewählt zu werden.
Kenny ist verheiratet und hat zwei Kinder.